# Hosta pycnophylla
Hosta pycnophylla är en sparrisväxtart som beskrevs av Fumio Maekawa. Hosta pycnophylla ingår i släktet funkior, och familjen sparrisväxter. Inga underarter finns listade i Catalogue of Life.